# Esley
Esley ist eine französische Gemeinde mit 170 Einwohnern (Stand: 1. Januar 2022) im Département Vosges der Region Grand Est. Sie gehört zum Arrondissement Neufchâteau und zum Kanton Darney. Die Bewohner werden Esleysiens und Esleysiennes genannt.

## Geografie

### Lage
Esley liegt im Süden der historischen Region Lothringen, etwa neun Kilometer südöstlich von Vittel und etwa 31 Kilometer westlich von Épinal.
Umgeben wird Esley von den fünf Nachbargemeinden:

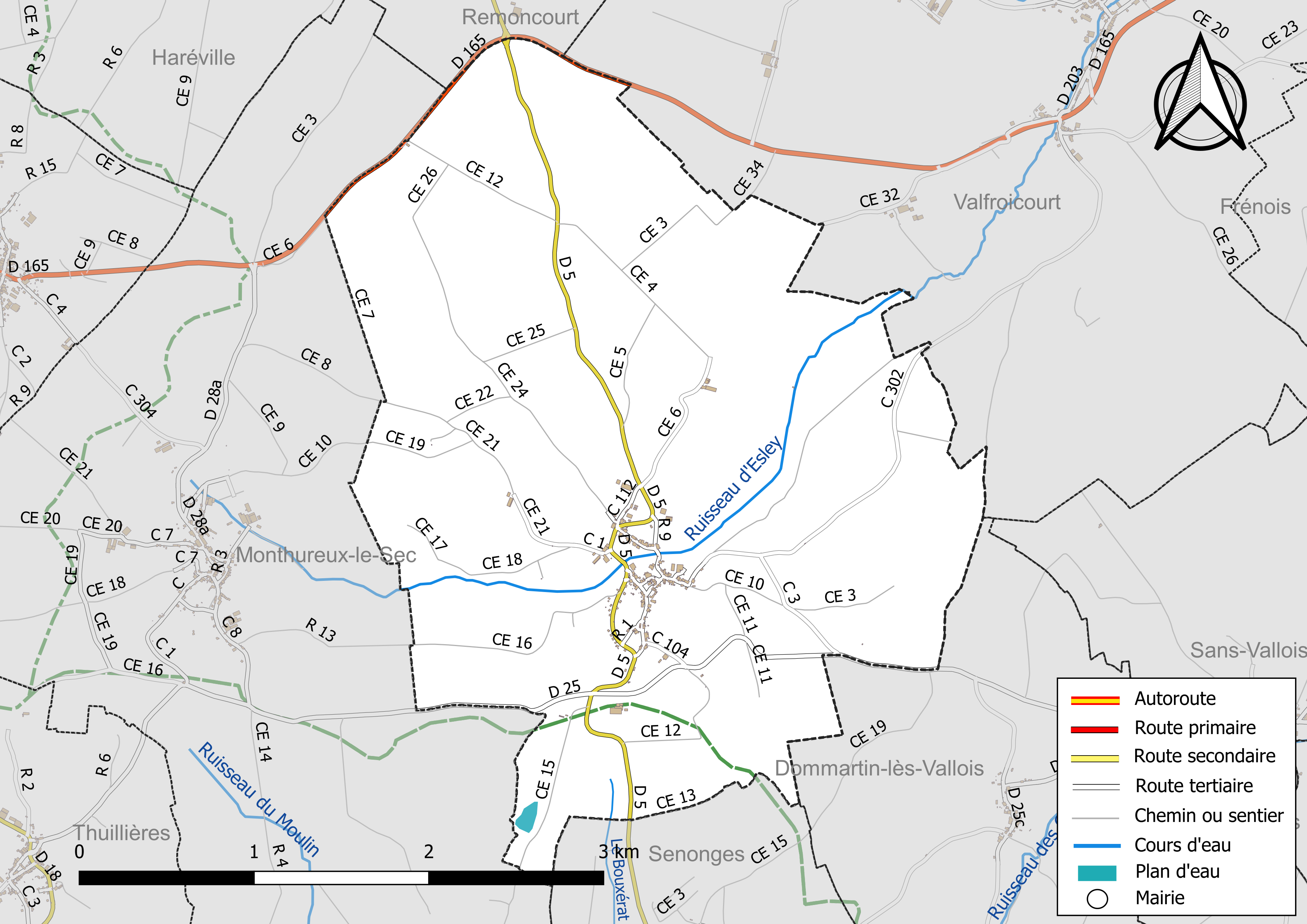
Gewässer und Straßen der Gemeinde

|                   | Remoncourt                                  | Valfroicourt          |
| Monthureux-le-Sec | Kompassrose, die auf Nachbargemeinden zeigt |                       |
|                   | Senonges                                    | Dommartin-lès-Vallois |

### Hydrografie
Die Gemeinde liegt teilweise im Einzugsgebiet des Rheins und teilweise im Einzugsgebiet der Rhone. Sie wird vom Ruisseau d’Esley, der das Gemeindegebiet von West nach Nordost durchquert, und dem Bouxérat, der auf dem Gebiet der Gemeinde entspringt und nach Süden abfließt, entwässert.

## Bevölkerungsentwicklung
| Esley: Einwohnerzahlen von 1793 bis 2016                                                                                   | Esley: Einwohnerzahlen von 1793 bis 2016 | Esley: Einwohnerzahlen von 1793 bis 2016 | Esley: Einwohnerzahlen von 1793 bis 2016 | Esley: Einwohnerzahlen von 1793 bis 2016 |
| --- | ---------------------------------------- | ---------------------------------------- | ---------------------------------------- | ---------------------------------------- |
| Jahr |                                          |                                          |                                          | Einwohner                                |
| 1793 | 1793                                     |                                          | 317                                      | 317                                      |
| 1800 | 1800                                     |                                          | 377                                      | 377                                      |
| 1806 | 1806                                     |                                          | 366                                      | 366                                      |
| 1821 | 1821                                     |                                          | 416                                      | 416                                      |
| 1831 | 1831                                     |                                          | 458                                      | 458                                      |
| 1836 | 1836                                     |                                          | 486                                      | 486                                      |
| 1841 | 1841                                     |                                          | 490                                      | 490                                      |
| 1846 | 1846                                     |                                          | 492                                      | 492                                      |
| 1856 | 1856                                     |                                          | 412                                      | 412                                      |
| 1861 | 1861                                     |                                          | 432                                      | 432                                      |
| 1866 | 1866                                     |                                          | 439                                      | 439                                      |
| 1876 | 1876                                     |                                          | 432                                      | 432                                      |
| 1881 | 1881                                     |                                          | 407                                      | 407                                      |
| 1886 | 1886                                     |                                          | 405                                      | 405                                      |
| 1891 | 1891                                     |                                          | 413                                      | 413                                      |
| 1896 | 1896                                     |                                          | 366                                      | 366                                      |
| 1901 | 1901                                     |                                          | 360                                      | 360                                      |
| 1906 | 1906                                     |                                          | 339                                      | 339                                      |
| 1911 | 1911                                     |                                          | 341                                      | 341                                      |
| 1921 | 1921                                     |                                          | 297                                      | 297                                      |
| 1926 | 1926                                     |                                          | 279                                      | 279                                      |
| 1931 | 1931                                     |                                          | 266                                      | 266                                      |
| 1936 | 1936                                     |                                          | 267                                      | 267                                      |
| 1946 | 1946                                     |                                          | 268                                      | 268                                      |
| 1954 | 1954                                     |                                          | 259                                      | 259                                      |
| 1962 | 1962                                     |                                          | 259                                      | 259                                      |
| 1968 | 1968                                     |                                          | 248                                      | 248                                      |
| 1975 | 1975                                     |                                          | 184                                      | 184                                      |
| 1982 | 1982                                     |                                          | 174                                      | 174                                      |
| 1990 | 1990                                     |                                          | 189                                      | 189                                      |
| 1999 | 1999                                     |                                          | 189                                      | 189                                      |
| 2006 | 2006                                     |                                          | 178                                      | 178                                      |
| 2011 | 2011                                     |                                          | 169                                      | 169                                      |
| 2016 | 2016                                     |                                          | 189                                      | 189                                      |
| Quelle(n): EHESS/Cassini bis 1999, INSEE ab 2006 Anmerkung(en): Ab 1962 offizielle Zahlen ohne Einwohner mit Zweitwohnsitz |                                          |                                          |                                          |                                          |

## Sehenswürdigkeiten
- Kirche Saint-André (St. Andreas) aus dem 11. und 12. Jahrhundert, ihre Krypta ist seit 1910 als Monument historique klassifiziert
- Zwei Lavoirs (ehemalige Waschhäuser)

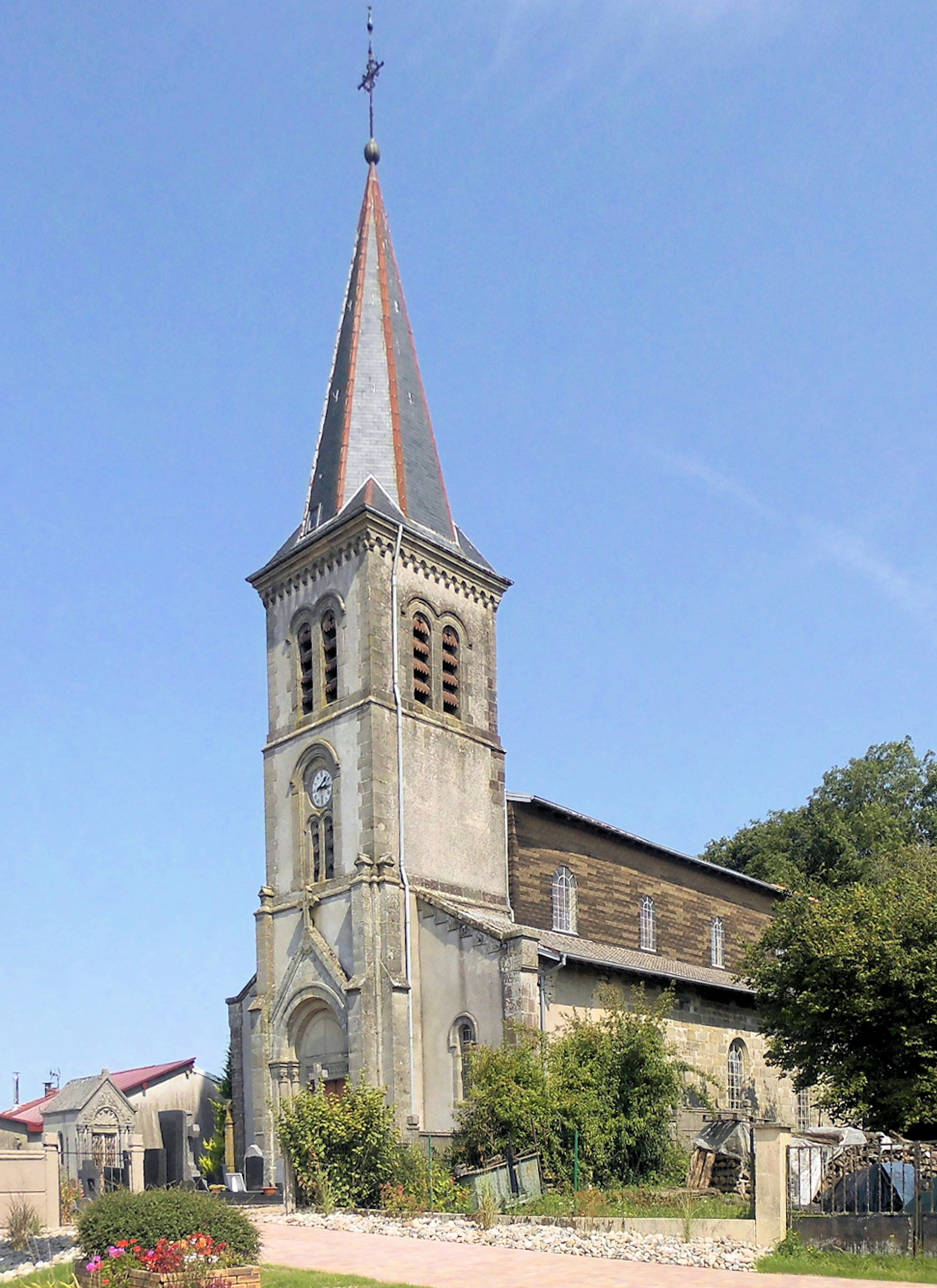
Kirche Saint-André
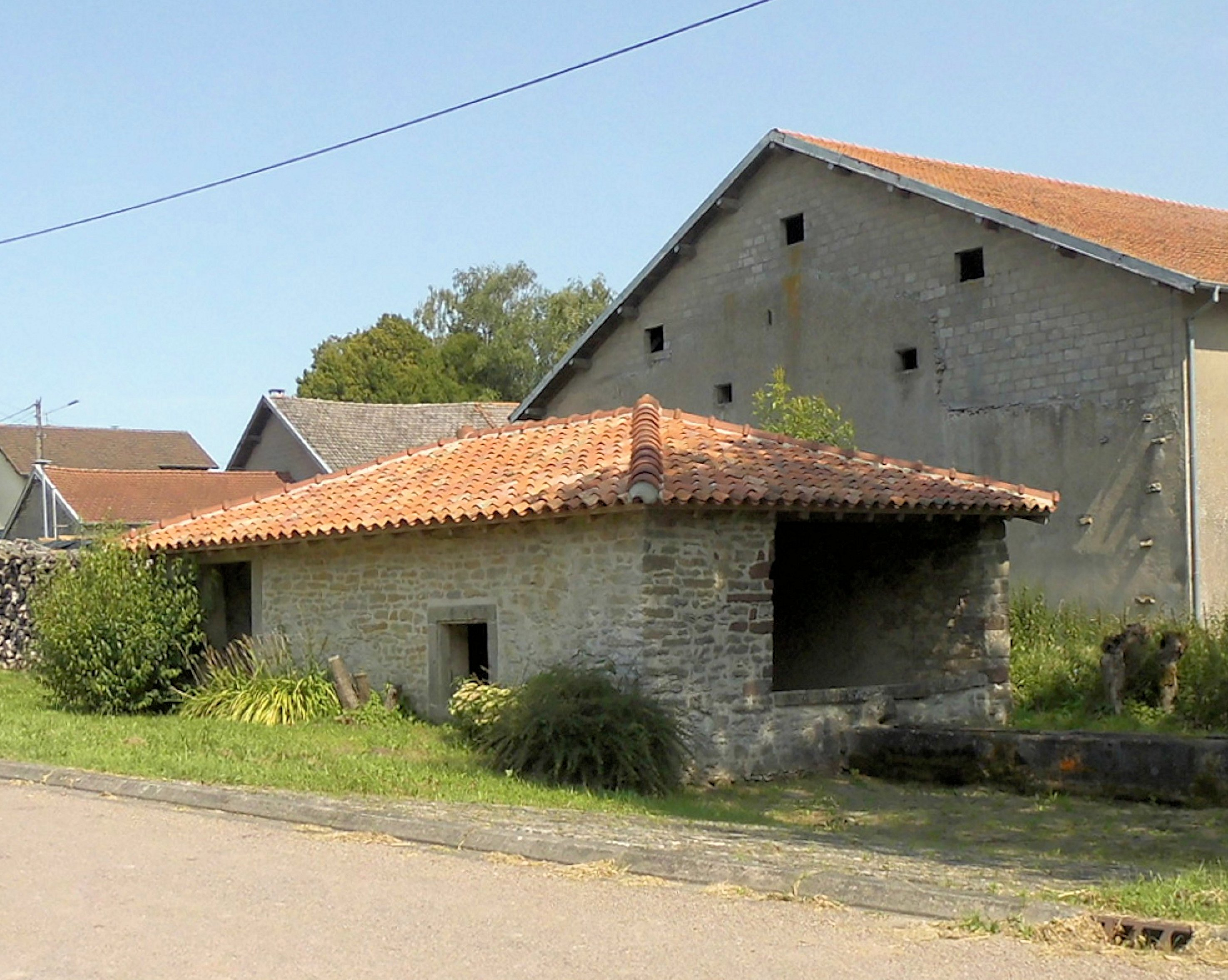
Lavoir an der Rue du Sauveur
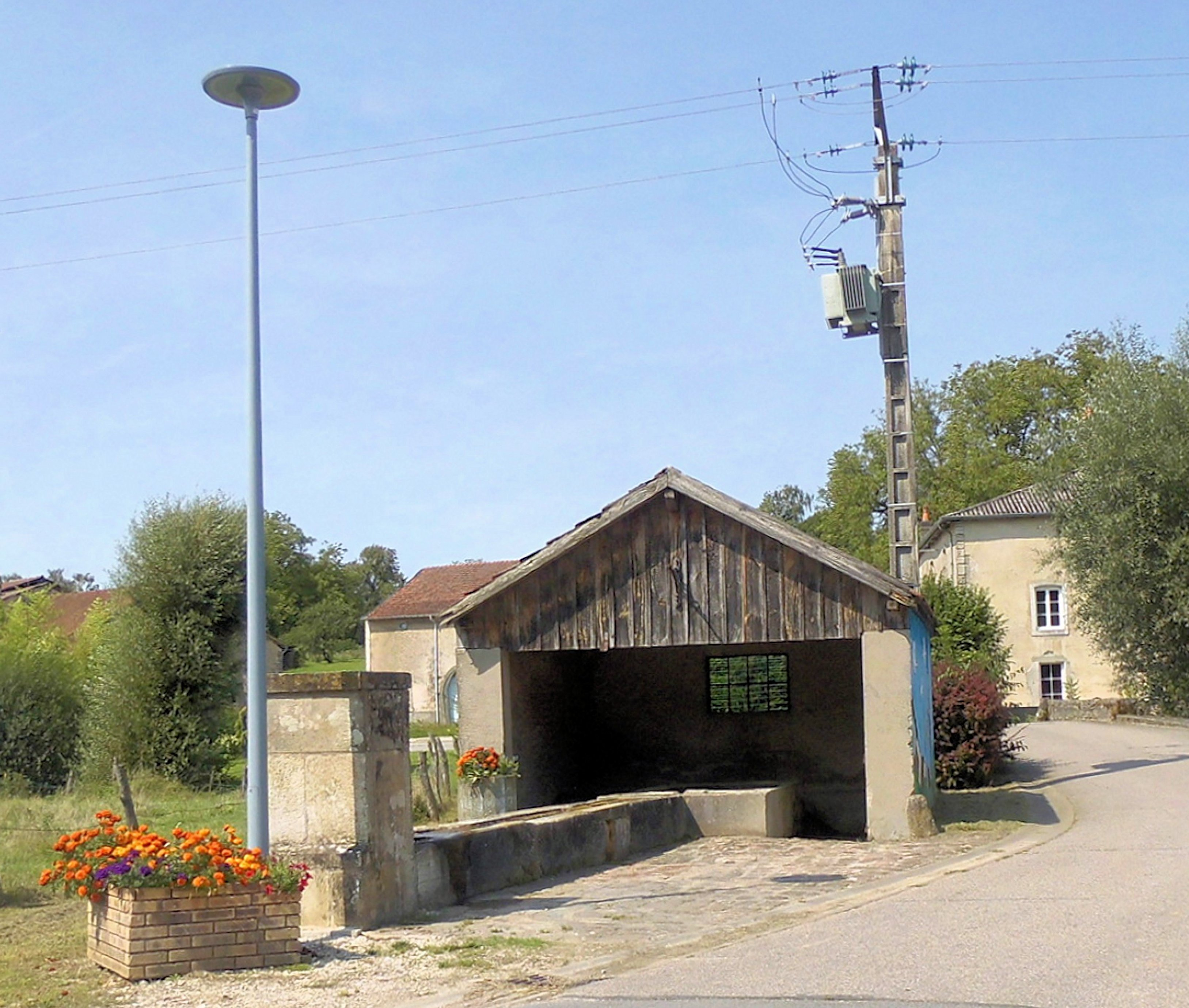
Lavoir an der Route de Remoncourt